# L'anello matrimoniale
L'anello matrimoniale è un film del 1978 diretto da Mauro Ivaldi.

## Trama
Dopo otto anni di matrimonio col brillante chirurgo estetico Mario, Monica intreccia una relazione con Giorgio, ex campione di nuoto e nuovo vicino di casa. Dopo il primo momento di sbandamento, Monica, che ha sempre confidato tutto a Mario, torna a casa. Giorgio, che invece ha scelto di nascondere tutto alla moglie Alma, benché provetto nuotatore, non salverà il suo matrimonio dal naufragio.